# Sebastián Salazar
Pour les articles homonymes, voir Salazar.
Salazar  Castañeda est un nom espagnol. Le premier nom de famille, en général paternel, est Salazar ; le second, en général maternel, souvent omis, est Castañeda.
Hugo Sebastián Salazar Castañeda, né le 23 janvier 1990 à San Rafael, est un coureur cycliste colombien.

## Palmarès sur route

### Par année
- 2007
  -  Champion panaméricain du contre-la-montre juniors
  -  Champion de Colombie du contre-la-montre juniors
- 2008
  -  Champion panaméricain du contre-la-montre juniors
  -  Champion de Colombie du contre-la-montre juniors
- 2009
  - 2e du championnat de Colombie du contre-la-montre espoirs

### Classements mondiaux
| Année            | 2010 | 2011 | 2012 | 2013 |
| ---------------- | ---- | ---- | ---- | ---- |
| UCI America Tour |      |      |      | 182e |
| UCI Europe Tour  | 827e |      |      |      |

## Palmarès sur piste

### Championnats panaméricains juniors
- 2007
  -  Champion panaméricain de poursuite par équipes juniors
- 2008
  -  Champion panaméricain de poursuite par équipes juniors

### Championnats de Colombie
- 2006
  -  Champion de Colombie de poursuite par équipes cadets
- 2007
  -  Champion de Colombie de poursuite par équipes juniors
- 2008
  -  Champion de Colombie de poursuite par équipes juniors
  -  Champion de Colombie de la course aux points juniors
  -  Champion de Colombie de l'américaine juniors
  -  Champion de Colombie de poursuite individuelle juniors